# Eupilumnus laciniatus
Eupilumnus laciniatus is een krabbensoort uit de familie van de Oziidae. De wetenschappelijke naam van de soort is voor het eerst geldig gepubliceerd in 1980 door Sakai.